# Dicranus rutilus
Dicranus rutilus là một loài ruồi trong họ Asilidae. Dicranus rutilus được Wiedemann miêu tả năm 1821. Loài này phân bố ở vùng Tân nhiệt đới.